# Nicolau de Frias
Nicolau de Frias (c. 1550–1610)  foi um arquitecto português cuja actividade mais relevante centrou-se ao serviço dos Duques de Bragança, ora em Évora junto ao Arcebispo D. Teotónio de Braganç, ligado às obras do Mosteiro da Cartuxa, ora no Paço Ducal de Vila Viçosa, ao serviço dos duques D. João I e D. Teodósio II.
Entre as suas obras contam-se essas e algumas outras, todas das mais inovadoras do seu tempo e tinha não só conhecimento da tratadística clássica, de Vitrúvio a Serlio, mas também dos bons modelos palacianos da Península Ibérica.

## Biografia
O arquitecto Nicolau de Frias formara-se em Itália, depois de aprendizado juvenil de carpintaria junto a seu pai, o escultor Pedro de Frias, e teve de seguida actividade próxima à de Filippo Terzi (com quem esteve cativo após a derrota militar da Batalha de Alcácer Quibir). Sendo nomeado, após obtido o resgate, arquitecto das obras do Senado e do Arcebispado de Lisboa. 
Autor de uma série de programas de grandiosa cenografia para o Arcebispo de Évora D. Teotónio de Bragança, como é o caso do Sepulcro da capela-mor da Sé de Évora (1588), concebido como teatro ricamente estruturado.
Nicolau de Frias realizou também, para a corte, o desenho para o monumento para as exéquias de Filipe I de Portugal no Mosteiro dos Jerónimos (1599), e também se responsabilizou, junto a seu genro, o pintor Domingos Vieira Serrão, pelo programa decorativo dos «octógonos» da mítica Charola do Convento de Cristo em Tomar com efusiva ornamentação de frescos e estuques. Para o Arcebispo de Évora também traçou edifícios religiosos e civis, e desenhou peças de retabulística (para a igreja de Santo Antão e acaso também para a da Cartuxa de Évora), e peças litúrgicas de ourivesaria (como o lampadário da Sé de Évora, feita pelo ourives João Luís a mando do Arcebispo D. Teotónio.
.
Por mando de D. Teodósio II de Bragança, por exemplo, ocupou-se de obras na igreja de São Silvestre de Unhos (Sacavém), povoação pertencente à Casa de Bragança, onde gizou nova torre e realizou outras ampliações.
Mas também trabalhou para o nobre D. Álvaro de Castro, em 1575, traçando a capela dessa família no Mosteiro de São Domingos de Benfica, e para D. Fernando de Castro, o 1º conde de Basto, governador militar de Évora: para este, em 1592 desenha a nova igreja matriz de Almodôvar, formosa hall kirch ainda existente, onde assumiu um projecto de «retoma» de um modelo com ressonâncias tardo-medievais (no tipo previsto de abobadamento único para as três naves), e por esses mesmos anos seguiu as obras que os pedreiros Diogo Gonçalves e Manuel Filipe realizavam no Paço de São Miguel e outras propriedades dos Castros.
Em Junho desse ano de 1592, desenhou a traça do palacete de D. Jerónimo Coutinho em Cacilhas. Pouco antes, também em Lisboa, traça a planta da nova igreja de Nossa Senhora da Vitória, segundo uma «forma» que serviu de modelo para outras, e trabalhara no Mosteiro de São Domingos de Benfica (traça a primeira capela dos Castros, no claustro), desenhara a belíssima capela de planta centralizada do Hospital de Nossa Senhora da Luz em Carnide (actual capela do Colégio Militar), e fizera obras em Santa Catarina do Monte Sinai, em Lisboa, uma igreja ligada à importante confraria dos livreiros, a que também estava associado Filipe Terzi.
Entre outros retábulos, desenha o da capela de São Tiago na igreja de São Julião de Lisboa, que o mestre nórdico Jacques de Campos executaria de entalhe, com painéis da autoria de Fernão Gomes, mas que infelizmente desapareceu.

## ligações externas
- A fachada do Paço Ducal de Vila Viçosa e os seus arquitectos Nicolau de Frias e Pero Vaz Pereira: uma nebulosa que se esclarece, por Vitor Serrão, Revista Callipole, nº 22, 2015

.